# Gymnocalycium mucidum
Gymnocalycium mucidum ist eine Pflanzenart in der Gattung Gymnocalycium aus der Familie der Kakteengewächse (Cactaceae).

## Beschreibung
Gymnocalycium mucidum wächst einzeln mit rötlich grauen bis gräulich purpurfarbenen, abgeflacht kugelförmigen Trieben, die bei Durchmessern von 8 bis 10 Zentimetern Wuchshöhen von etwa 4 Zentimeter erreichen. Die zwölf Rippen sind in spitze, kinnförmige Höcker gegliedert. Die sechs bis acht nadeligen, etwas gebogenen Randdornen sind grau. Der unterste von ihnen ist abwärts gerichtet, die übrigen seitwärts. Sie sind 1 bis 2 Zentimeter lang.
Die etwas rosagelblichen Blüten besitzen einen rosafarbenen Schlund. Sie erreichen eine Länge von 4 bis 4,5 Zentimeter und weisen einen Durchmesser von 4,5 bis 5 Zentimeter auf. Die Früchte wurden nicht beschrieben.

## Verbreitung und Systematik
Gymnocalycium mucidum ist in den argentinischen Provinzen Catamarca und La Rioja in Höhenlagen von 500 bis 1500 Metern verbreitet. 
Die Erstbeschreibung erfolgte 1937 durch Hanns Oehme. Ein nomenklatorisches Synonym ist Gymnocalycium capillense
var. mucidum (Oehme) H.Till (2003).

## Nachweise